# Batsheva Dance Company

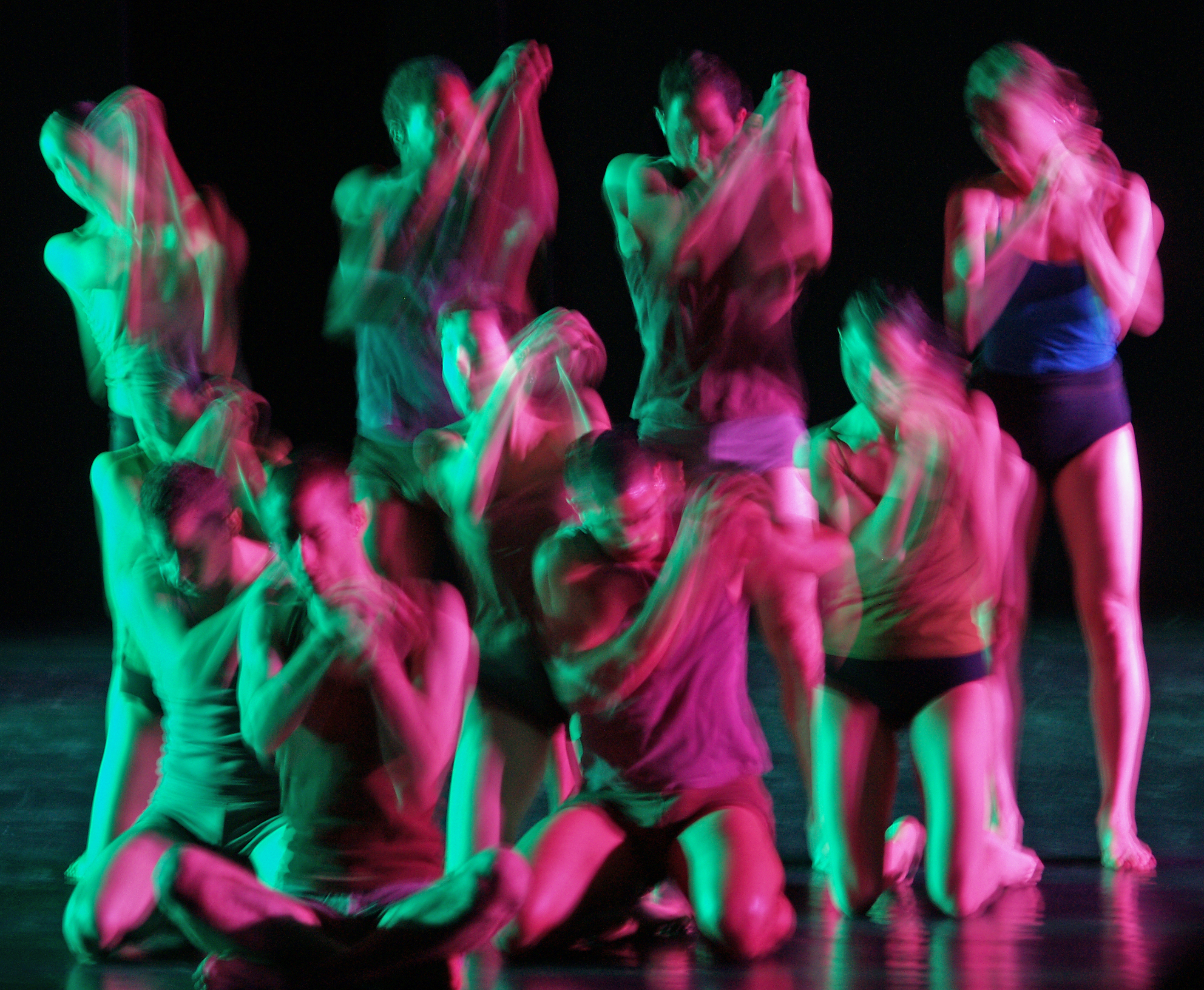
Batsheva Dance Company 2007

Batsheva Dance Company är ett modernt nutida danskompani med bas i Tel Aviv, Israel.
Det grundades av Martha Graham och Baronessan De Rothschild 1964.
Ohad Naharin är deras huskoreograf sedan 1990.